# Grant McLennan
Grant William McLennan (12 de febrero de 1958-6 de mayo de 2006) fue un cantautor y guitarrista de rock alternativo australiano. Junto a Robert Forster formó The Go-Betweens en Brisbane en 1977. Además de su trabajo con The Go-Betweens (1977–89, 2000–06), McLennan publicó cuatro álbumes en solitario: Watershed (1991), Fireboy (1992 ), Horsebreaker Star (1994) e In Your Bright Ray (1997), así como proyectos paralelos y colaboraciones con otros artistas. A lo largo de su carrera, McLennan recibió una serie de reconocimientos a sus contribuciones como compositor y letrista. En mayo de 2001, la Australasian Performing Right Association incluyó "Cattle and Cane" (1983), escrita por McLennan, como una de sus 30 mejores canciones australianas de todos los tiempos. Murió de un ataque cardíaco a la edad de 48 años.

## Carrera

### Carrera solista
En junio de 1991, McLennan lanzó su álbum debut en solitario, Watershed, bajo el nombre de G. W. McLennan, que fue producido por Dave Dobbyn (DD Smash) en el sello White de Mushroom Records. El musicólogo australiano, Ian McFarlane, consideró que se trataba de una "colección de canciones ambiciosas y altamente personalizadas que trazaban las emociones de McLennan tras la ruptura de The Go-Betweens ... [esto] reveló que McLennan era, en turnos, el cantautor introspectivo o el intérprete despreocupado y sociable". Norm Elrod de AllMusic notó que McLennan "no es el cantante más talentoso; su voz es un poco sencilla y su rango algo limitado. No es el guitarrista más talentoso; su interpretación a veces equivale a rasgueos acústicos básicos. Es, sin embargo, un artista verdaderamente excepcional que, en el espíritu de Lloyd Cole, crea momentos brillantes para adaptarse a sus limitaciones".
En noviembre de 1992, McLennan lanzó su segundo álbum, Fireboy, producido también por Dobbyn. McFarlane lo comparó con su predecesor y lo describió como "un conjunto de canciones aún más melancólico que se jactaba de arreglos más completos (aunque nunca entrometidos)". Ned Raggett de AllMusic sintió que "encuentra al músico en excelente forma, con una docena de canciones que no desafiarán las ideas preconcebidas, pero que son una gran escucha" con "números dulcemente chispeantes, a veces agudos". El crítico estadounidense Robert Christgau prefirió los temas "The Dark Side of Town", "Riddle in the Rain" y "Whose Side Are You On?", que describió como "melodías vivientes en ámbar de rock de estudio". Durante 1993 realizó una gira por Australia con una banda de acompañamiento compuesta por Michael Barclay en la batería, Pedro Bull en los teclados (ambos miembros de Paul Kelly and the Messengers), Maurice Frawley en la guitarra (de Paul Kelly and the Dots) y Phil Kakulas en el bajo y guitarra (de Blackeyed Susans).
En diciembre de 1994, McLennan lanzó su tercer álbum, Horsebreaker Star. Fue grabado en Athens, Georgia con músicos de sesión estadounidenses y fue producido por John Keane (R.E.M., Indigo Girls, Vic Chesnutt). Christgau describió que era el "álbum en solitario más pegadizo" de McLennan, que proporcionaba "treinta instantáneas de un romántico resignado" mientras "desenrollaba una melodía tras otra. Dulce y aparentemente simple". McFarlane elogió "su perspectiva de pantalla ancha, el álbum pasó del country rock al pop acústico brillante con gran optimismo y pasión". Raggett opinó que era "más una inclinación del country/rock sureño... su oído para los retratos líricos enfocados y nítidos de la vida y el amor, junto con su estilo de canto siempre llamativo y nítido, continúa guiando el camino". En septiembre de 1997, McLennan lanzó su cuarto álbum en solitario, In Your Bright Ray, con Wayne Connolly como productor. Jack Rabid de AllMusic describió que "lo devuelve a su terreno más conocido ... [y] es tan cálido y suave como un pastel sacado del horno, una manta recién lavada y un abrigo esquimal".

### Otros proyectos
En 1990, Grant McLennan en voz principal, bajo, guitarra y teclados formó la banda de rock Jack Frost en Sídney con el líder de The Church, Steve Kilbey en voz principal, bajo, guitarra, teclados y batería. El grupo lanzó un álbum homónimo en 1991 y reanudaron su colaboración en 1995 para un segundo álbum, Snow Job. También en 1990, McLennan produjo el sencillo debut, "On and On", para el dúo con sede en Sídney, Club Hoy. En noviembre de 1997, formó Far Out Corporation con Ian Haug, Ross McLennan y Adele Pickvance. McFarlane los describió como un "grupo de arte conceptual con una orientación pop". Lanzaron su único álbum, FOC en octubre de 1998, que fue coproducido por Tim Whitten con el grupo.

## Muerte
McLennan murió en su casa de Brisbane el 6 de mayo de 2006, a los 48 años, de un ataque al corazón. Se estaba preparando para una fiesta para celebrar con su prometida, Emma Pursey; cuando se quejó de sentirse mal y fue a descansar. Fue encontrado muerto poco después por Pursey, su compañero de piso y amigos. Más de 1.000 personas asistieron a su funeral, incluidos los músicos Dave Dobbyn, Bernard Fanning, Ian Haug, Lindy Morrison, Dave McCormack, Steve Kilbey, Paul Kelly y Ed Kuepper.
Tras la muerte de McLennan, el gobierno de Queensland estableció el premio Grant McLennan Lifetime Achievement Award, presentado en los Queensland Music Awards.

## Discografía

### Álbumes
| Título             | Detalles                                                                                   | Posición más alta |
| Título             | Detalles                                                                                   | AUS               |
| ------------------ | ------------------------------------------------------------------------------------------ | ----------------- |
| Watershed          | - Lanzado: junio de 1991 - Sello: White Label Records (D 30547) - Formato: CD, LP, Casete  | 96                |
| Fireboy            | - Lanzado: noviembre de 1992 - Sello: White Label Records (D 30841) - Formato: CD, Casete  | -                 |
| Horsebreaker Star  | - Lanzadoː diciembre de 1994 - Sello: Concubine Records (ALBUM004) - Formato: 2xCD, Casete | -                 |
| In Your Bright Ray | - Lanzado: septiembre de 1997 - Sello: Cortex (CTX084CD) - Formato: CD                     | -                 |

### Álbumes recopilatorios
| Título                            | Detalles                                                                       |
| --------------------------------- | ------------------------------------------------------------------------------ |
| Intermission (con Robert Forster) | - Lanzado: 2007 - Sello: EMI (094639544424) - Formato: 2x CD, descarga digital |

### EP
| Título      | Detalles                                                                    |
| ----------- | --------------------------------------------------------------------------- |
| Surround Me | - Lanzado: 1992 - Sello: White Label Records (D11237) - Formato: CD, Casete |